# Daniel Mathey
Daniel Mathey (12. rujna 1993.) je rukometaš iz Demokratske Republike Kongo. Nastupa za francuski klub Bruges Lormont Handball i rukometnu reprezentaciju Demokratske Republike Kongo.
Natjecao se na Svjetskom prvenstvu u Egiptu 2021., gdje je reprezentacija DR Konga završila na 28. mjestu.